# Unidade de processamento acelerado
Uma unidade de processamento acelerado (sigla UPA ou em inglês APU de Accelerated processing unit) é um sistema de processamento que inclui a capacidade de processamento adicional destinada a acelerar um ou mais tipos de cálculos fora de uma CPU (Unidade Central de Processamento, ou Central Processing Unit). Isto pode incluir uma unidade de processamento gráfico (GPU, Graphics Processing Unit) usada para computação de propósito geral (GPGPU, General Purpose GPU), um conjunto de portas programáveis em campo (FPGA, Field Programmable Gate Array), ou sistema de processamento especializado semelhante.
Variações sobre o uso deste termo incluem uma variação em que a APU é descrita como um dispositivo de processamento que integra uma CPU e uma GPU OpenCL compatível com o mesmo molde, melhorando assim as taxas de transferência de dados entre os componentes, enquanto reduz o consumo de energia em 50% com a tecnologia atual sobre a arquitetura tradicional. APUs também podem incluir o processamento de vídeo e outras aplicações específicas aceleradores. Exemplos incluem AMD Fusion, Cell (microprocessador da SONY), Intel HD Graphics, e Projeto da NVIDIA Denver.
O termo unidade de processamento acelerado foi usado pela primeira vez em um contexto público com respeito à computação acelerada em 2006, e, antes disso, em várias apresentações e planos de negócios escritos por Joe Landman.